# Ángel Matos
Ángel Matos (n. 24 decembrie 1976, Holguín, Cuba) este un taekwondist ce a reprezentat Cuba, medaliat olimpic. A participat la 3 ediții ale Jocurilor Olimpice (2000, 2004, 2008) în care a câștigat o medalie de aur.